# Петничка метеорска група
Петничка метеорска група (позната као ПМГ) је нерегистрована невладина организација или група која се професионално и аматерски бави метеорском астрономијом и малим телима Сунчевог система. Основана је у оквиру истраживачке станице Петница крајем осамдесетих година.
Петничка метеорска група се од оснивања бави визуелним посматрањем метеорских ројева, обрадом посматрања и података, организовањем семинара и курсева за средњошколце и студенте (школа метеорске астрономије), а са појавом довољно осетљивих камера почиње да се бави и видео посматрањима метеора. Осим посматрачким активностима, група се бави и нумеричким и теоријским истраживањем метеора и малих тела Сунчевог система.

## Визуелна посматрања
Од оснивања Петничке метеорске групе главна активност групе су визуелна посматрања активности метеорских ројева. Посматрања се организују у виду кампова, најчешће на Дебелом брду или у Истраживачкој станици Петница. Сви прикупљени подаци са посматрања се обрађују и складиште у интерној бази и бази Meђународне метеорске организације.